# Malmö garnisonsförsamling
Malmö garnisonsförsamling var en församling i nuvarande i Lunds stift och i nuvarande Malmö kommun. Församlingen upplöstes 30 april 1927.

## Administrativ historik
Församlingen bildades 1710. 1897 införlivades Helsingborgs garnisonsförsamling. Församlingen upplöstes 30 april 1927.